# Pokémon Brilliant Diamond і Shining Pearl
Pokémon Brilliant Diamond і Pokémon Shining Pearl — це дві відеогри, 2021 року випуску. Є ремейками рольових відеоігор Nintendo DS 2006 року Pokémon Diamond і Pearl. Ігри є частиною восьмого покоління серії відеоігор Pokémon і були розроблені ILCA та опубліковані Nintendo та The Pokémon Company для Nintendo Switch. Ігри були випущені 19 листопада 2021 року. Їх було оголошено в рамках заходу з нагоди 25-ї річниці разом із Pokémon Legends: Arceus.
Brilliant Diamond і Shining Pearl отримали неоднозначні відгуки від критиків, які хвалили аспекти ігрового процесу, але розділялися щодо певних змін, внесених до оригіналу, візуального дизайну гри та відсутності функцій (наприклад, Sinnoh Battle Frontier) від Pokémon Platinum.

## Ігровий процес
Геймплей Pokémon Brilliant Diamond і Shining Pearl схожий на оригінальні ігри Diamond і Pearl, порівнюючи з попередніми ремейками, такими як Omega Ruby і Alpha Sapphire. Ігри представлені в ізометричній перспективі від третьої особи, але з виразним візуальним стилем.

## Налаштування
Як і в оригінальних іграх, дії Brilliant Diamond і Shining Pearl відбуваються у вигаданому регіоні Сіно, острові, заснованому на японському острові Хоккайдо.

## Розробка та випуск
Brilliant Diamond і Shining Pearl були розроблені ILCA;  як такі, це перші основні серії ігор Pokémon, у яких інша компанія є провідним розробником замість Game Freak. Їх режисерами були Юїчі Уеда з ILCA та Дзюн'їті Масуда з Game Freak, режисер оригінальних ігор.
Про можливий розвиток ремейків Diamond і Pearl стало відомо 15 січня 2021 року, коли було зареєстровано та опубліковано піддомен «diamondpearl» на вебсайті Pokémon. Незабаром після цього домен було виведено з мережі. 26 лютого 2021 року, у день презентації Pokémon 25th Anniversary Pokémon Presents, кілька людей стверджували, що майбутній прямий ефір анонсуватиме ремейки Diamond і Pearl під назвою Brilliant Diamond і Shining Pearl разом із рольовою грою-екшеном. Дія також відбувається в регіоні Сіно, пізніше виявилося, що це Pokémon Legends: Arceus. Під час Pokémon Presents було оголошено про Brilliant Diamond і Shining Pearl для Nintendo Switch з орієнтовною датою випуску в кінці 2021 року.
26 травня 2021 року було оголошено дату випуску 19 листопада 2021 року разом із розкриттям ігор. Під час презентації OLED-моделі Nintendo Switch 6 липня 2021 року було показано кадри з покращеними візуальними ефектами для ігор. Презентація Pokémon Presents 18 серпня 2021 року показала нові функції, включаючи налаштування персонажа, повернення The Underground, яке тепер називається The Grand Underground, декорації Poké Ball (тепер перейменовані на Stickers, а не на Seals), Union Room, Super Contest Shows, і можливість покемонів слідувати за гравцем. Було виявлено, що яйце покемона Mythical Pokémon Manaphy буде доступне в Mystery Gift як бонус за ранню покупку до 21 лютого 2022 року.
28 вересня 2021 року, у 15-ту річницю оригінальної Pokémon Diamond і Pearl, було випущено новий трейлер, який демонструє Pokétch with Hidden Moves, Poffins, Pokémon party після гравця в Hearthome City's Amity Square, тренерів STAT Шеріл і Райлі та Eterna City Gym Лідер Гарденія. 26 жовтня був випущений ще один трейлер із керівником Snowpoint City Gym Кендіс та керівником Sunyshore City Gym Volkner; Команди Галактики Марс, Юпітер і Сатурн і Команда Галактичного боса Сайрус; і три легендарних озерних покемона Меспріт, Азельф і Уксі. Крім того, було оголошено, що одяг головних героїв Лукаса та Доуна з Pokémon Platinum буде доступен в Mystery Gift, як бонус за ранню покупку до 21 лютого 2022 року. Оглядовий трейлер, що підсумовує основні функції ігор, був випущений 5 листопада 2021 року на офіційному японському каналі Nintendo на YouTube.
Pokémon Brilliant Diamond і Shining Pearl були описані як такі, що мають «перелік збоїв», причому численні збої були виявлені протягом тижнів після випуску. Це включає в себе можливість проходити крізь стіни, щоб зловити міфічного покемона Шейміна, завчасно отримати доступ до місця події Darkrai та пройти гру за 23 хвилини, а також експлойт для дублювання кількох покемонів на час разом із утримуваними предметами. Деякі з цих збоїв було виправлено у версії 1.1.2, випущеній 1 грудня 2021 року.

## Критика

### Передвипуск
Після оголошення фанати розділилися щодо нового стилю мистецтва чібі, показаного в трейлері. Опоненти стверджували, що графіка була нижчою в порівнянні з двома попередніми ремейками Pokémon (Omega Ruby і Alpha Sapphire, Let's Go, Pikachu! і Let's Go, Eevee!). Прихильники стверджували, що новий вигляд залишається вірним оригінальним 2D-іграм, одночасно роблячи стрибок до 3D.
| Агрегатор  | Оцінка |
| ---------- | ------ |
| Metacritic | 73/100 |

| Видання                 | Оцінка |
| ----------------------- | ------ |
| Computer Games Magazine | 7/10   |
| Destructoid             | 6.5/10 |
| Famitsu                 | 34/40  |
| Game Informer           | 8.5/10 |
| GameSpot                | 7/10   |
| Hardcore Gamer          | 4.5/5  |
| IGN                     | 8/10   |
| Jeuxvideo.com           | 15/20  |
| Nintendo Life           | [ 34 ] |
| Nintendo World Report   | 8.5/10 |
| Shacknews               | 7/10   |

### Критичний прийом
Brilliant Diamond і Shining Pearl отримали «змішані або середні» відгуки критиків, згідно з агрегатором оглядів Metacritic. Гра отримала 34 бали із 40 від японського журналу Famitsu на основі індивідуальних балів 8, 9, 8 і 9.
Ребека Валентайн з IGN поставила іграм 8 з 10, заявивши: «Як і теми історії, Pokémon Brilliant Diamond і Shining Pearl є надійними та витривалими — вони спираються на минуле з усіма його тріумфами та перешкодами». Зрештою вони заявили, що «якщо хороший ремейк визначається його вірністю оригіналу, то Pokémon Brilliant Diamond і Shining Pearl справді дуже хороші ремейки», але поскаржилися, що вони «не були сміливішими в тому, як вони покращили оригінали в так само, як і інші ремейки Pokémon». Джон Карсон з Game Informer також назвав назви «вірними ремейками» ігор DS, але вони «відхиляються від механічного плану з різним ступенем успіху». Далі він похвалив графічний движок, який «здебільшого не мав падінь частоти кадрів або уповільнення, що заважає іншим 3D-записам серії», і оголосив ігри «бажаним поверненням до простіших часів, коли я відчував, що завершування Pokédex було дещо реалістичним завданням».
У той час як стилізований стиль мистецтва чібі в іграх в основному хвалив IGN, за винятком певних сюжетних послідовностей, які слід сприймати серйозно, інші, такі як Кріс Картер з Destructoid, вважає, що до візуальних елементів потрібно трохи звикнути. Він сказав, що хоча цей регіон може бути «радістю досліджувати», розробник ILCA намагався занадто близько дотримуватись оригіналу, додавши кілька нових функцій зверху, що призвело до розрізненого досвіду. Крім того, неможливість вимкнути функцію «Поділитися досвідом» може призвести до того, що рівень покемонів гравця буде перевищувати рівень протягом більшої частини гри, що перетворить битви з NPC на «клопоту», а не на законний виклик.
Джордан Мідлер з Nintendo Life оголосив зміну художнього стилю «на гірше» і що персонажі нагадують «беземоційних Funko Pop», але правильно пропорційні моделі персонажів у боях були значно кращими. Рішення ILCA виключити сюжетні елементи та функції, які можна побачити в Pokémon Platinum, також розглядалося як збиток, але включення нової великої підземної зони компенсувало обмежений вибір покемонів, спочатку включених у Diamond і Pearl. Стів Воттс із GameSpot високо оцінив стиль мистецтва чібі та покращення якості життя, одночасно критикуючи відсутність еволюції у франшизі та стрибок складності, представлений Елітною четвіркою.
Такуя Ватанабе з IGN Japan поставив іграм 5 з 10, критикуючи їх за надмірну вірність Diamond і Pearl, відзначаючи незграбний вигляд персонажів чібі великим планом і дійшовши висновку, що ігри здебільшого сподобаються гравцям з ностальгією за оригіналами.

### Збут
Лише в Японії за перші три дні було продано 1,39 мільйона копій Pokémon Brilliant Diamond і Shining Pearl, перевищивши продажі Pokémon Sword і Shield за той самий період у цьому регіоні. Це став другий за величиною випуск Switch в Японії після Animal Crossing: New Horizons у 2020 році і другий за кількістю продажів запуск гри 2021 року у Великобританії після FIFA 22. За тиждень після релізу ігор було продано 6 мільйонів копій по всьому світу. Станом на 30 червня 2022 року ігор було продано 14,79 мільйона копій по всьому світу.

## Нотатки
1. ↑  Японська: ポケットモンスター ブリリアントダイヤモンド Хепберна: Poketto Monsutā Buririanto Daiyamondo?, "Pocket Monsters Brilliant Diamond"
2. ↑  Японська: ポケットモンスター シャイニングパール Хепберна: Poketto Monsutā Shainingu Pāru?, "Pocket Monsters Shining Pearl"